# Olaf Tandberg (médecin)
Pour les articles homonymes, voir Olaf Tandberg.
Olaf Tandberg, né le 7 juillet 1879 à Askim et mort le 15 juin 1932 à Lillehammer est un médecin, coureur du combiné nordique et sauteur à ski norvégien.
En 1900, il a établi le record du monde de saut à ski et il a remporté l'année suivante la compétition de combiné nordique du Festival de ski d'Holmenkollen.
Entre 1929 et 1930, il est le président de l'Association médicale norvégienne (en) et président de l'association norvégienne de chirurgie de 1931 à son décès.

## Biographie

### Carrière sportive
À la suite de sa carrière, Olaf Tandberg a exercé les fonctions de juge de saut à ski notamment et à Holmenkollen entre 1918 à 1930.

### Carrière médicale
Olaf Tandberg a commencé ses études de médecine en 1897 et il est Candidatus medicinæ (no) en 1904. De 1911 à 1917, il est médecin en chef à l'hôpital de Levanger (en). Il devient ensuite chirurgien à Lillehammer,. Entre 1926 et 1928, il est vice-président Association médicale norvégienne (en) puis président de cette association entre 1929 et 1930. Il meurt en 1932 d'un pleurésie tuberculeuse.
Avec Nikolai Nissen Paus (en), Olaf Tandberg est une source d'inspiration de l'auteur Øvre Richter Frich.

### Vie personnelle
Olaf Tandberg est le fils de Stener Johannes Tandberg (1837-1911) et de Louise Marie Grøndahl.
Olaf Tandberg s'est marié en 1906 avec Eva Thorne, né le 28 novembre 1883.

## Palmarès

### Résultats
Tandberg remporte la Solberg Rennet disputé sur le Solbergbakken à Bærum le 11 février 1900. Lors d'un saut disputé après la course, Olaf Tandberg bat de plus de trois mètres le record du monde de saut à ski. En 1901, il remporte le combiné nordique du Festival de ski d'Holmenkollen ainsi qu'un Kongepokal.

### Record du monde établis
| Date            | Athlète       | Distance    | Tremplin      | Lieu  |
| --------------- | ------------- | ----------- | ------------- | ----- |
| 11 février 1900 | Olaf Tandberg | 35,5 mètres | Solbergbakken | Bærum |